# Canoagem nos Jogos Olímpicos de Verão de 2008 - K-4 1000 m masculino
A competição masculina do K-4 1000 metros da canoagem nos Jogos Olímpicos de Verão de 2008 foi realizada entre os dias 18 e 22 de agosto de 2008 no Parque Olímpico Shunyi.

## Medalhistas
| Ouro   | BLR Raman Piatrushenka, Aliaksei Abalmasau, Artur Litvinchuk e Vadzim Makhneu |
| Prata  | SVK Richard Riszdorfer, Michal Riszdorfer, Erik Vlček e Juraj Tarr            |
| Bronze | GER Lutz Altepost, Norman Brockl, Torsten Eckbrett e Bjorn Goldschmidt        |

## Resultados

### Eliminatórias
Regras de classificação: 1º ao 3º → Final, 4º ao 7º mais o 8º melhor tempo → Semifinal, os restantes estão eliminados

#### Eliminatória 1
| Pos. | Atletas                                                                  | País             | Tempo    |    |
| ---- | ------------------------------------------------------------------------ | ---------------- | -------- | -- |
| 1    | Lutz Altepost, Norman Brockl, Torsten Eckbrett, Bjorn Goldschmidt        | GER Alemanha     | 2:57.148 | QF |
| 2    | Márton Sík, István Beé, Ákos Vereckei, Gábor Bozsik                      | HUN Hungria      | 2:57.242 | QF |
| 3    | Raman Piatrushenka, Aliaksei Abalmasau, Artur Litvinchuk, Vadzim Makhneu | BLR Bielorrússia | 2:58.825 | QF |
| 4    | Li Zhen, Liu Haitao, Zhou Peng, Lin Miao                                 | CHN China        | 2:59.271 | QS |
| 5    | David Smith, Tony Schumacher, Tate Smith, Clint Robinson                 | AUS Austrália    | 3:00.920 | QS |

#### Eliminatória 2
| Pos. | Atletas                                                              | País           | Tempo    |    |
| ---- | -------------------------------------------------------------------- | -------------- | -------- | -- |
| 1    | Richard Riszdorfer, Michal Riszdorfer, Erik Vlček, Juraj Tarr        | SVK Eslováquia | 2:57.876 | QF |
| 2    | Franco Benedini, Antonio Rossi, Alberto Ricchetti, Luca Piemonte     | ITA Itália     | 2:58.627 | QF |
| 3    | Marek Twardowski, Tomasz Mendelski, Pawel Baumann, Adam Wysocki      | POL Polônia    | 2:59.290 | QF |
| 4    | Ilya Medvedev, Evgeny Salakhov, Anton Vasilev, Konstantin Vishnyakov | RUS Rússia     | 2:59.518 | QS |
| 5    | Brady Reardon, Angus Mortimer, Chris Pellini, Rhys Hill              | CAN Canadá     | 3:06.811 | QS |

### Semifinal
Regras de classificação: 1º ao 3º → Final, os restantes estão eliminados
| Pos. | Atletas                                                              | País          | Tempo    |    |
| ---- | -------------------------------------------------------------------- | ------------- | -------- | -- |
| 1    | Ilya Medvedev, Evgeny Salakhov, Anton Vasilev, Konstantin Vishnyakov | RUS Rússia    | 3:00.459 | QF |
| 2    | Li Zhen, Liu Haitao, Zhou Peng, Lin Miao                             | CHN China     | 3:01.787 | QF |
| 3    | Brady Reardon, Angus Mortimer, Chris Pellini, Rhys Hill              | CAN Canadá    | 3:02.572 | QF |
| 4    | David Smith, Tony Schumacher, Tate Smith, Clint Robinson             | AUS Austrália | 3:02.743 |    |

### Final
| Pos. | Atletas                                                                  | País             | Tempo    |
| ---- | ------------------------------------------------------------------------ | ---------------- | -------- |
|      | Raman Piatrushenka, Aliaksei Abalmasau, Artur Litvinchuk, Vadzim Makhneu | BLR Bielorrússia | 2:55.714 |
|      | Richard Riszdorfer, Michal Riszdorfer, Erik Vlček, Juraj Tarr            | SVK Eslováquia   | 2:56.593 |
|      | Lutz Altepost, Norman Brockl, Torsten Eckbrett, Bjorn Goldschmidt        | GER Alemanha     | 2:56.676 |
| 4    | Franco Benedini, Antonio Rossi, Alberto Ricchetti, Luca Piemonte         | ITA Itália       | 2:57.626 |
| 5    | Márton Sík, István Beé, Ákos Vereckei, Gábor Bozsik                      | HUN Hungria      | 2:59.009 |
| 6    | Marek Twardowski, Tomasz Mendelski, Pawel Baumann, Adam Wysocki          | POL Polônia      | 2:59.505 |
| 7    | Li Zhen, Liu Haitao, Zhou Peng, Lin Miao                                 | CHN China        | 3:00.078 |
| 8    | Ilya Medvedev, Evgeny Salakhov, Anton Vasilev, Konstantin Vishnyakov     | RUS Rússia       | 3:00.654 |
| 9    | Brady Reardon, Angus Mortimer, Chris Pellini, Rhys Hill                  | CAN Canadá       | 3:01.630 |